# Gli alberi della pace
Gli alberi della pace (Trees of Peace) è un film del 2022 diretto da Alanna Brown.

## Trama
Durante il genocidio in Ruanda, il film racconta la vera storia di quattro donne di diversa etnia che creano un legame di sorellanza per sopravvivere mentre si ritrovano nascoste ed intrappolate.

## Distribuzione
Il film è stato distribuito sulla piattaforma Netflix a partire dal 10 giugno 2022.